# Pseudocellus dissimulans
Espèce
Synonymes
- Cryptocellus dissimulans Cooke & Shadab, 1973

Pseudocellus dissimulans est une espèce de ricinules de la famille des Ricinoididae.

## Distribution
Cette espèce est endémique du Salvador. Elle se rencontre vers Santa Tecla.

## Description
La femelle holotype mesure 6,30 mm.

## Publication originale
- Cooke & Shadab, 1973 : New and little known Ricinuleids of the genus Cryptocellus (Arachnida, Ricinulei). American Museum Novitates, no 2530, p. 1-25 (texte intégral).